# Reinhold Lohse

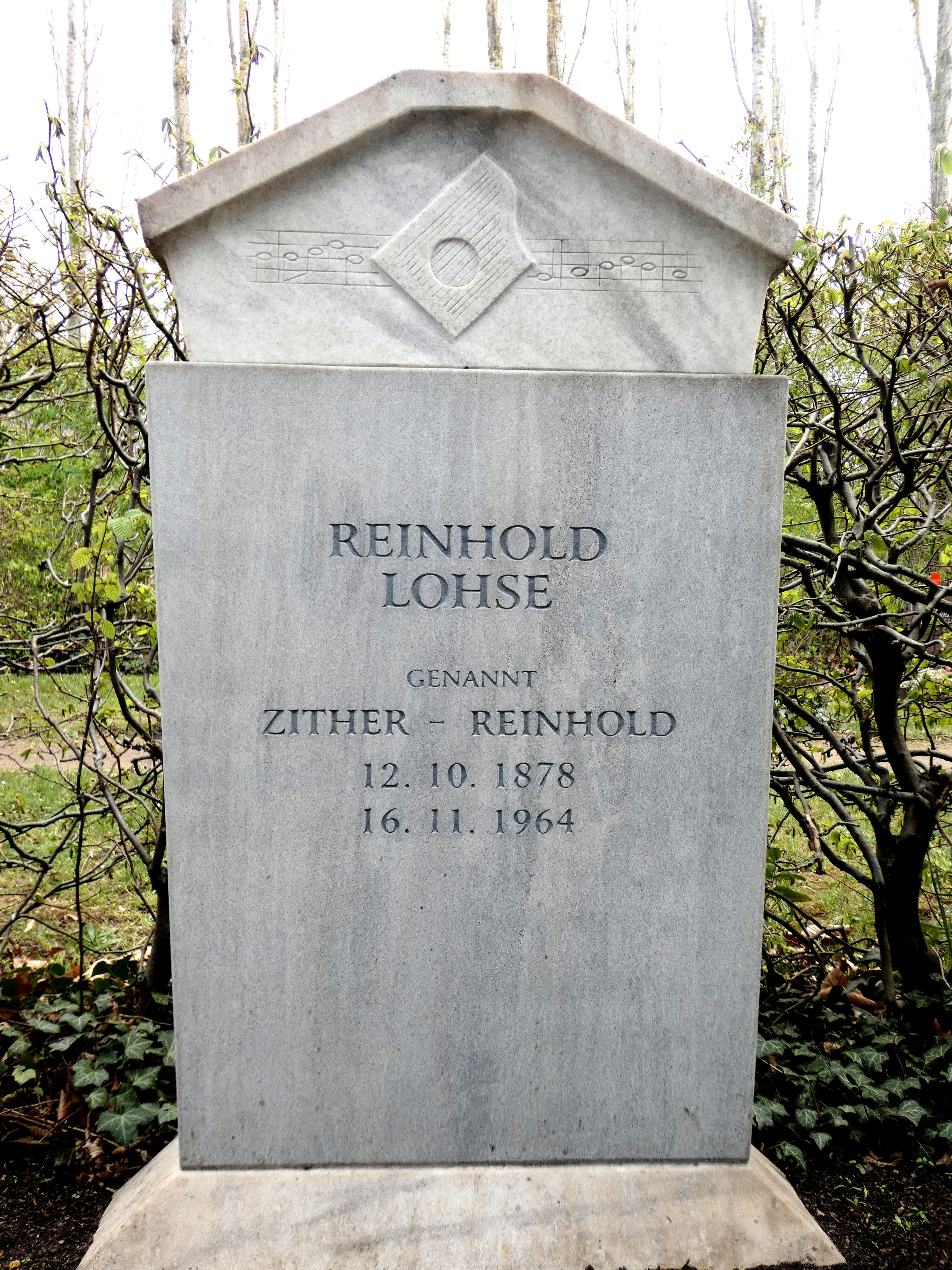
Grabstätte auf dem Gertraudenfriedhof in Halle

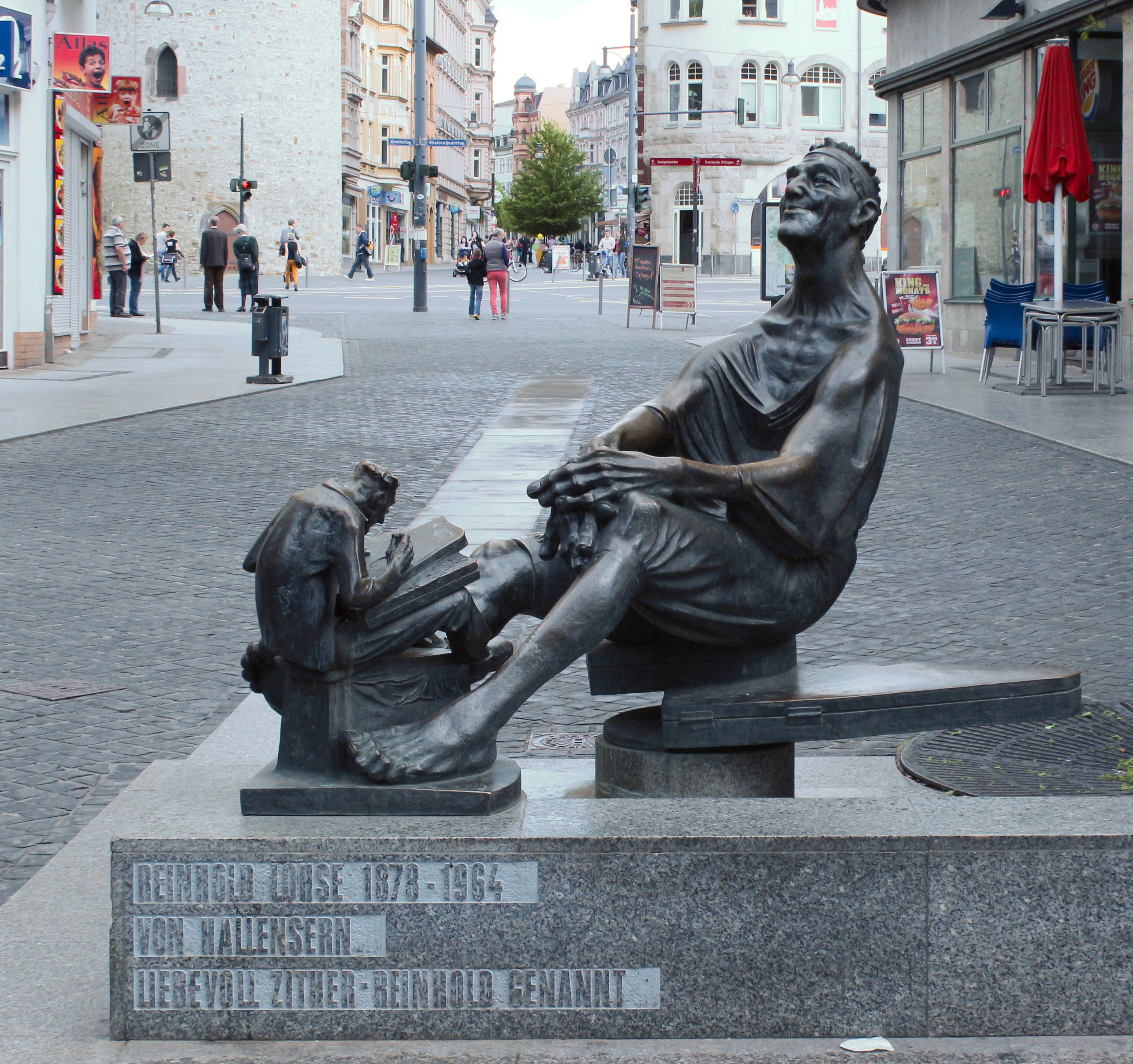
Der Zither-Reinhold-Brunnen in Halle, Leipziger Straße

Zither-Reinhold (* 12. Oktober 1878 in Halle (Saale); † 16. November 1964 ebenda; eigentlich Reinhold Robert Lohse) war ein hallescher Straßenmusikant und Stadtoriginal.

## Leben
Lohse wurde im Arbeiterviertel Glaucha, einer ehemaligen Amtsstadt, die 1817 Halle angegliedert wurde, geboren. Er
erkrankte im Alter von neun Jahren an Typhus. Die Krankheit hatte schwere Auswirkungen auf sein Gehirn und war dafür verantwortlich, dass er sein Leben lang auf der geistigen Entwicklungsstufe eines Kindes blieb und auch die Schule nur bis zur dritten Klasse besuchte.
Seinen Lebensunterhalt verdiente sich der erwachsene Lohse als Straßenmusikant in Halle. Über Jahrzehnte zog er durch die Straßen der Stadt, anfangs mit einem Leierkasten, später mit einer Zither, die ihm seinen Spitznamen eintrug. Der zurückgebliebene, aber stets freundliche und kinderliebe Zither-Reinhold wurde zu einem bekannten und allgemein beliebten Stadtoriginal.
Am 5. November 1964 erlitt er bei einem Verkehrsunfall Verletzungen, denen er elf Tage später erlag. Lohse wurde auf dem Gertraudenfriedhof in Halle/Saale beigesetzt. Im Jahr 2020 wurde sein Grab zum Ehrengrab erklärt.

## Zither-Reinhold-Brunnen
Zum Gedenken an Reinhold Lohse errichtete die Stadt Halle einen ihm gewidmeten Brunnen an der Ecke Leipziger Straße und Große Brauhausstraße. Der von Wolfgang Dreysse entworfene Brunnen, der eine Skulptur des zitherspielenden Lohse zu Füßen eines Zuhörers zeigt, wurde am 15. Juni 2002 von Oberbürgermeisterin Ingrid Häußler der Öffentlichkeit übergeben.

## Zither-Reinhold-Lied
Die Band Bube Dame König veröffentlichte 2016 auf dem Album „Winterländlein“ das Zither-Reinhold-Lied „Stille Nacht im August“. Der Titel spielt darauf an, dass Reinhold Lohse auch im Sommer das ein oder andere Weihnachtslied anstimmte.